# Patricio Aguilera
Patricio Andrés Aguilera Cuadro (* 12. August 1987 in Santiago de Chile) ist ein ehemaliger chilenischer Fußballspieler auf der Position des Mittelfeldspielers.

## Karriere
Patricio Aguilera begann seine Karriere 2006 beim CD Universidad Católica. Während seiner Zeit bei den Cruzados absolvierte er nur acht Ligaspiele für den Klub, wurde aber mehrfach an andere Vereine verliehen. Anfang 2011 wechselte der Mittelfeldspieler dann fest zum CD Santiago Morning. Im August 2011 wurde er aufgrund der Einnahme von Antidepressiva vor dem Spiel gegen den CD O’Higgins ins Krankenhaus eingeliefert. Nach Santiago Morning spielte Aguilera noch für San Marcos, Unión Temuco und beendete seine Karriere im Alter von 26 Jahren bei Naval.

## Erfolge
Unión Temuco
- Tercera A: 2009